# Opisthokont
Opisthokont (grč. ὀπίσθιος [] = "rear, posterior" + κοντός [] = "pole" i.e. "flagellum") ili Choanozoa, je naziv za široku grupu eukariota, čime su obuhvaćena životinjska i gljivična carstva, zajedno sa eukariotskim mikroorganizmima koji se ponekad grupišu u parafiletički razdeo Choanozoa (konvencionalno dodeljen carstvu protista). Opisthokonti, koji se ponekad nazivaju „gljivično/metazoanskom” grupom, se generalno prepoznaju kao monofilijska klada, i smatraju se baznom kladom Obazoa, sestrom Apusomonadida – Breviata klada.